# 森图尔
森图尔（羅馬化：Syntul）是俄罗斯梁赞州卡西莫夫区第三大市级镇。地处梁赞州东北部，位于伏尔加河流域奥卡河一支流森图尔卡河（Сынтулка）河畔，东侧有一同名小湖泊。在区行政中心卡西莫夫西北约10公里处，州府梁赞东北方。
该地2022年人口有1,410人；2010年人口1,688；2002年人口1,889；1989年人口2,204。